# Maurizio Sarri
Maurizio Sarri (* 10. Januar 1959 in Neapel) ist ein italienischer Fußballtrainer.

## Karriere

### Anfangsjahre
Maurizio Sarri spielte in seiner Jugend als Amateurfußballer. Im Jahre 1990 begann er, als Trainer zu arbeiten. Über Stationen wie Faellese, Cavriglia und Antella kam er 2000 zur AC Sansovino, bei dem er drei sehr erfolgreiche Jahre verbrachte. Sarri führte den toskanischen Verein von der Eccellenza bis in die Serie C2. Seine Mannschaft gewann den Meistertitel in der Coppa Italia Serie D 2002/03, seinem letzten Jahr in Monte San Savino. Danach trat Sarri zurück und unterschrieb bei dem Ligakonkurrenten AC Sangiovannese 1927, wo er die folgenden zwei Jahre arbeitete. In seiner ersten Saison stieg Sangiovannese in die Drittklassigkeit auf, als Zweiter der Girone B der Lega Pro Seconda Divisione hinter der US Grosseto. In der darauffolgenden Saison in der dritten Liga wurde mit Platz acht der Klassenerhalt erreicht.
Danach trat Sarri in Sangiovannese zurück und wurde neuer Coach bei Pescara Calcio in der Serie B. Unter seiner Leitung belegte die Mannschaft den elften Rang in der Saison 2005/06. Zur neuen Spielzeit unterschrieb er bei der AC Arezzo, wo er nach neun Spieltagen den entlassenen Antonio Conte ablöste. Nach dem 28. Spieltag wurde Sarri beurlaubt und wieder durch Conte ersetzt; die AC Arezzo stieg am Ende der Saison aus der Serie B ab.
In den Jahren 2007 und 2008 arbeitete Sarri in zwei relativ kurzen Abschnitten bei den Vereinen US Avellino und Hellas Verona. Von 2008 bis 2009 war Sarri Coach der AC Perugia und führte den Verein – auch wenn er ihn nicht die komplette Saison betreute – auf den achten Platz in der Lega Pro Prima Divisione. Auch die drei nächsten Trainerstationen Sarris waren von kurzer Dauer. Sowohl bei der US Grosseto als auch bei der US Alessandria und bei Sorrento Calcio wurde er nach wenigen Monaten freigestellt.

### FC Empoli und SSC Neapel
Im Sommer 2012 verpflichtete der Zweitligist FC Empoli Sarri als Nachfolger von Alfredo Aglietti. Nachdem Empoli im Vorjahr knapp dem Abstieg in die Drittklassigkeit vermieden hatte, spielte der Klub unter Sarri eine starke Saison und belegte nach dem Ende aller Spieltage den vierten Tabellenrang, welcher zur Teilnahme an den Playoff-Spielen um den Aufstieg in die Serie A berechtigte. Dort unterlag man nach einem Halbfinalsieg gegen Novara Calcio im Endspiel der AS Livorno mit 1:2 nach Hin- und Rückspiel In der darauffolgenden Saison der Serie B 2013/14 stand der Verein am Ende auf Rang zwei, hinter der US Palermo. Diese Platzierung bedeutete nach sechs Jahren die Rückkehr in die höchste Spielklasse des italienischen Vereinsfußballs. Dort wurde mit Platz 15 der Klassenerhalt erreicht. Nach Ende der Saison 2014/15 trat Sarri in Empoli zurück und wurde in Nachfolge von Rafael Benítez neuer Trainer der SSC Neapel. Sarri holte mit der SSC Neapel in der Saison 2017/18 mit 91 Punkten die Vizemeisterschaft. So viele Punkte hatte Neapel noch nie in einer Spielzeit geholt. Im Sommer 2018 kündigte Sarri an, die SSC Neapel zu verlassen.

### FC Chelsea
Am 14. Juli 2018 bestätigte der FC Chelsea die Verpflichtung von Sarri als Trainer, wo dieser, wie bereits 2006 beim AC Arezzo, Antonio Conte ablöste. Mit Sarris Ernennung verbanden Beobachter, Fans und Vereinsverantwortliche hohe Erwartungen. Mit Ausnahme der Amtszeit von Carlo Ancelotti hatte Chelsea seit den Tagen von Claudio Ranieri und José Mourinho stets Defensivfußball praktiziert. Sarri sollte dies nun ändern und bei Chelsea seine Philosophie des offensiven Ballbesitzfußballs etablieren, was FC-Chelsea-Geschäftsführerin Marina Granovskaia gleich bei seiner Ernennung zum Ausdruck brachte: „Wir freuen uns, Maurizio bei uns begrüßen zu dürfen und erwarten, dass er seine Fußballphilosophie bei Chelsea einbringt. Maurizios Neapel-Team hat einen der aufregendsten Fußballstile Europas praktiziert und beeindruckte mit seinem offensiven Spiel und seiner Dynamik, während seine Trainingsmethoden die ihm zur Verfügung stehenden Spieler deutlich verbessert haben.“ Sarri versuchte dies sofort in die Tat umzusetzen. So folgte ihm sein SSC-Neapel-Regista Jorghinho zum FC Chelsea, da dieser unerlässlich für das Funktionieren von Sarris System war. Auch veränderte Sarri Chelseas System und stellte die Blues vom 3-4-3 bzw. 3-5-2 seines Vorgängers Conte auf sein präferiertes 4-3-3 um. Ein unerwartetes Problem, mit dem Sarri sich früh konfrontiert sah, war der Abgang von Stammtorhüter Thibaut Courtois, welcher per Streik einen Wechsel zu Real Madrid erzwang. Als Nachfolger wählte der Verein Kepa Arrizabalaga, eine Entscheidung, mit der Sarri aufgrund von Kepas Qualität am Ball einverstanden war. Neben der Etablierung einer neuen Philosophie war ein zweiter Auftrag, mit dem Chelsea Sarri austastete, die Rückkehr in die Champions League, nachdem es unter Vorgänger Conte nur für die Europa League gereicht hatte.

Abgesehen von einer Niederlage im Community Shield im August startete Chelsea die Spielzeit unter Sarris Leitung stark. Die ersten fünf Ligaspiele konnten allesamt gewonnen werden und auch in den nächsten sieben blieb man ohne Niederlage, bevor man Ende November erstmals einen Rückschlag erlitt. Mit 1:3 verlor man auswärts gegen den Erzrivalen Tottenham Hotspur unter Mauricio Pochettino. In den anschließenden sieben Spielen folgten zwei Niederlagen und fünf weitere Siege. In der Europa League spielte man parallel eine extrem erfolgreiche Gruppenphase. Von sechs Spielen gewann man fünf und eins endete im Remis, und auch im Ligapokal hatte man eine gute Bilanz. Nach Siegen über den FC Liverpool, Derby County und den AFC Bournemouth erreichte man das Halbfinale, wo man sich im Januar 2019 nach einem 2:2-Unentschieden nach Hin- und Rückspiel im Elfmeterschießen mit 4:2 gegen Tottenham Hotspur durchsetzte und so den Einzug ins Finale besiegelte. Ab dem 21. Spieltag am 2. Januar bis zum 26. Spieltag am 10. Februar ging es mit Sarris Mannschaft zeitweilig steil bergab. Zunächst kassierte das Team am 21. Spieltag eine 0:2-Auswärtsniederlage gegen den FC Arsenal und Unai Emery und am 22. Spieltag dann eine 0:4-Auswärtsniederlage gegen den AFC Bournemouth. Auf die Niederlage gegen die Cherries folgte im Anschluss zwar ein vermeintlicher 5:0-Befreiungsschlag, aber dieser entpuppte sich als Trugschluss, da auf diesen Sieg gegen Bournemouth die schlimmste Pleite der gesamten Spielzeit folgte. Mit 0:6 verloren Sarris Blues im Etihad-Stadion gegen Manchester City. Während sich die Leistungen auf dem Platz im Sinkflug befanden, kam es neben dem Platz zu Ärger zwischen Sarri, Chelsea und dem FC Bayern München. So bemühte sich der FC Bayern öffentlich um eine Anwerbung von Callum Hudson-Odoi. Dies kritisierte Sarri bei einer Pressekonferenz scharf:
„Über einen Spieler zu sprechen, der bei Chelsea noch unter Vertrag steht, ist nicht professionell. Sie respektieren unseren Klub nicht. Er (Callum Hudson-Odoi) arbeitet derzeit sehr gut, weshalb ich glücklich mit ihm bin und ihn gerne hier behalten würde. [...] Ich bin sehr, sehr zufrieden mit dem Spieler, weil er sich stets verbessert.“
- Maurizio Sarri (Pressekonferenz)
Nach der Pleite gegen City war die nächste Partie ein K.o.-Spiel gegen Manchester United im FA-Cup am 18. Februar. Die Partie ging mit 0:2 verloren. Im Verlauf des Spiels wendete sich die Anhängerschaft mit Sprechchören gegen den Trainer, da ihnen Sarris Spielsystem langweilig und uninspiriert erschien. Auch gab es vermehrt Gerüchte über eine mögliche Entlassung von Sarri. Manchester-City-Trainer Pep Guardiola, auf dessen Mannschaft Sarri und seine Schützlinge im Ligapokal-Finale am 24. Februar trafen, zeigte sich vor der Partie diesbezüglich irritiert: „Die Situation [bei Sarri] ist ein bisschen anders [als meine]. In meinem ersten Jahr hat der Verein nie an mir gezweifelt. In den Medien war nie die Rede davon, dass ich entlassen werden würde, wenn sie dieses oder jenes Spiel verlieren. Das ist nie passiert. Ich war überrascht, dass, als Conte [vor zwei Jahren] den Titel gewann und sie zu Beginn der folgenden Saison ein oder zwei Spiele verloren, die Leute anfingen zu sagen, er würde entlassen werden. Ich sagte: 'Wow, aber vor zwei oder drei Monaten haben sie die Premier League gewonnen'[...].“ Entgegen der Erwartung der Fans, die eine Weitere Blamage gegen die Cityzens erwarteten, verlief die Partie jedoch ausgeglichen und endete nach 120 Minuten 0:0-Unentschieden und ging ins Elfmeterschießen, welches knapp mit 3:4 verloren ging. Für die restliche Spielzeit blieben die Leistungen stabil und Sarris Schützlinge hielten sich auf den Champions-League-Plätzen, während sie gleichzeitig in der Europa League eine extrem erfolgreiche Saison spielten und nach Siegen über Malmö FF, Dynamo Kiew, Slavia Prag und Eintracht Frankfurt ins Endspiel im Nationalstadion in Baku einzogen. Dennoch störte sich die Anhängerschaft weiterhin am Spielstil der Mannschaft, und so kam es auch bei anderen Spielen zu Sprechchören gegen Sarri und seinen Fußball. Die letzte Ligapartie Sarris war ein 0:0-Auswärtsremis gegen Leicester City. Abgeschlossen wurde die Liga als Dritter mit 72 Punkten, über 25 Zählern Rückstand auf den Meister Manchester City und den zweitplatzierten FC Liverpool. Sein letztes Spiel als FC-Chelsea-Trainer war unterdessen das Europa-League-Finale in Baku. Im Finale traf man auf den Lokalrivalen FC Arsenal. Die erste Halbzeit endete torlos 0:0, bevor Sarris Team die Gunners in der zweiten Halbzeit mit 4:1 zerlegte, inklusive eines Doppelpacks von Offensivstar Eden Hazard. Für Sarri bedeute der Sieg in Baku seinen ersten Trophäengewinn als Trainer. Nach Ende der Spielzeit löste Sarri seinen Vertrag bei Chelsea einvernehmlich auf, entgegen dem Wunsch von Geschäftsführerin Granovskaia, um die Nachfolge von Massimiliano Allegri bei Juventus Turin anzutreten. Sarris Nachfolger bei Chelsea wurde der bisherige Derby-County-Coach und Chelsea-Legende Frank Lampard.

### Juventus Turin
Am 16. Juni 2019 gab Juventus Turin bekannt, Sarri als Nachfolger von Massimiliano Allegri verpflichtet zu haben. Die Ablösesumme soll sechs Millionen Euro betragen haben. Mit Juventus gewann Sarri mit der Italienischen Meisterschaft 2019/20 seinen ersten großen Titel in Italien. Für Juventus stellte dieser Scudetto den neunten in Folge und den insgesamt 36. der Vereinsgeschichte dar. Nach dem Aus im Achtelfinale der UEFA Champions League 2019/20 gegen Olympique Lyon am 7. August 2020 wurde Sarri am Folgetag von seiner Aufgabe als Juve-Trainer entbunden.

### Lazio Rom
Im Juni 2021 wechselte Sarri auf die Trainerbank von Lazio Rom und unterschrieb einen Vertrag bis Juni 2023. Dieser wurde im Juni 2022 vorzeitig bis Sommer 2025 verlängert. Nachdem die Saison 2021/22 als Fünfter beendet wurde, gelang dem Verein in der darauffolgenden Spielzeit die Vizemeisterschaft, die beste Platzierung seit dem Titel 2000. Im März 2024 trat Sarri von seinem Posten zurück. Zuvor war er mit Lazio im Achtelfinale der Champions League an Bayern München gescheitert und stand nach sechs Niederlagen in den letzten acht Ligapartien nur auf den neunten Tabellenplatz.

### Zweite Amtszeit bei Lazio
Am 2. Juni 2025 verkündete Lazio Rom, dass Sarri zur Spielzeit 2025/26 auf die Trainerbank zurückkehren wird.

## Trivia
Sarri gilt wegen seines starken Konsums als Kettenraucher. Nach eigenen Angaben aus dem Jahr 2019 raucht Sarri 60 Zigaretten am Tag. Aufgrund des in vielen Fußballstadien geltenden Rauchverbots kaut er während der Spiele regelmäßig auf Zigarettenbestandteilen herum. Zudem kursierte die Meldung, RB Leipzig hätte vor dem Europa-League-Rückspiel gegen die SSC Neapel am 22. Februar 2018 eigens einen Raucherraum in der Red Bull Arena errichten lassen, damit Sarri außerhalb der Spielzeit einen Rückzugsort zum Rauchen hat.

## Erfolge

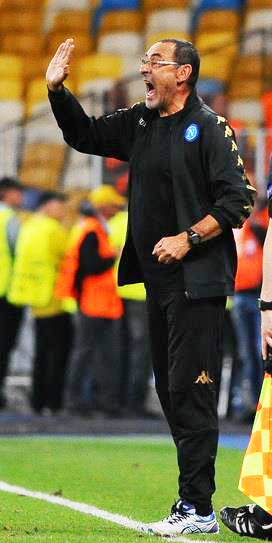
Sarri als Trainer des SSC Neapel (2016)

AC Sansovino
- Eccellenza Toscana: 2000/01
- Coppa Italia Serie D: 2002/03

FC Empoli
- Aufstieg in die Serie A: 2013/14

FC Chelsea
- UEFA Europa League: 2018/19

Juventus Turin
- Italienischer Meister: 2019/20

## Auszeichnungen
- Trainer des Jahres in Italien: 2017 (SSC Neapel)
- Trainer des Monats der Serie A: März 2023